# Niedersachsentag
Der Niedersachsentag ist die wichtigste Veranstaltung des Niedersächsischen Heimatbundes.

## Niedersächsischer Heimatbund

### Mitglieder
Der NHB ist der Dachverband der niedersächsischen Heimat-, Orts- und Bürgervereine. Ihm gehören (Stand: 2024) 100.000 Bürger in 285 Vereinen und Verbänden sowie 240 Experten in Fachgruppen des Bundes, 120 Städte, Gemeinden und Landkreise, 26 Niedersächsische Behörden, Institutionen, Kammern und Museen sowie elf Landschaften und Landschaftsverbände an.

### Selbstverständnis und Ziele
Der Niedersächsische Heimatbund versteht sich als „Anwalt […] für das Natur- und Kulturerbe und für das ehrenamtliche Engagement in der Heimatpflege“. Laut seiner am 12. Mai 2022 beschlossenen Satzung bekennt sich der NHB zu einer Ablehnung demokratiefeindlicher Bestrebungen: „Der NHB erachtet die Verwendung des Heimatbegriffs als Mittel der Ausgrenzung von Menschen als demokratiefeindlich, ganz gleich auf welchen Grundlagen die Ausgrenzung basiert. Wer hier ist, hat ein Recht darauf, Heimat in Deutschland zu erfahren, zu bilden und hier heimisch zu werden.“

## Tagungsrhythmus
Seit 1947 wird der Niedersachsentag im Prinzip in jedem Jahr an wechselnden Standorten durchgeführt. Ein Niedersachsentag fand das erste Mal im Jahr 1902 statt. Im Jahr 2024 wurde er zum 103. Mal durchgeführt. 
Der Niedersachsentag fiel in den folgenden Jahren aus:
- 1914–1918 (Erster Weltkrieg),
- 1923 (Höhepunkt der Deutschen Inflation),
- 1926 (Typhusepidemie in Hannover),
- 1931 (Weltwirtschaftskrise),
- 1934 (Eingliederung des „Niedersächsischen Ausschusses für Heimatschutz“ in den „Reichsbund Volkstum und Heimat“),
- 1939–1946 (Zweiter Weltkrieg),
- 1954 („Deutscher Tag der Heimatpflege“ in Hannover) und
- 2020/2021 (COVID-19-Pandemie in Niedersachsen)

## Ablauf des Niedersachsentages
Bestandteile jedes Niedersachsentages sind eine Fachtagung, die Mitgliederversammlung des NHB, die Festversammlung mit Übergabe der „Roten Mappe“ und Exkursionen. Die Rote Mappe enthält seit 1960 den Jahresbericht des NHB zur Situation der Heimatpflege in Niedersachsen. Sie wird vom NHB an Niedersachsentagen an die Landesregierung übergeben. Der Inhalt der Weißen Mappe wird nach dem betreffenden Niedersachsentag veröffentlicht. Sie enthält Antworten der niedersächsischen Landesregierung auf Fragen zur aktuellen Situation des Kultur- und Naturerbes in Niedersachsen sowie die Positionen und Planungen der Landesregierung in diesem Themenfeld.

## Themen
In seinem Flyer bezeichnet sich der NHB als Experte für die Bereiche
- Natur- und Umweltschutz,
- Historische Kulturlandschaft,
- Denkmalpflege,
- Archäologie,
- Niederdeutsch und Saterfriesisch,
- Geschichte und Volkskunde und
- Regionalbezogenen Schulunterricht.[8]

Aus den Themen der genannten Bereiche wird das jeweilige Schwerpunktthema eines bestimmten Niedersachsentags ausgewählt, das zumeist einen konkreten Bezug zur gastgebenden Stadt hat. 